# Achtsam morden

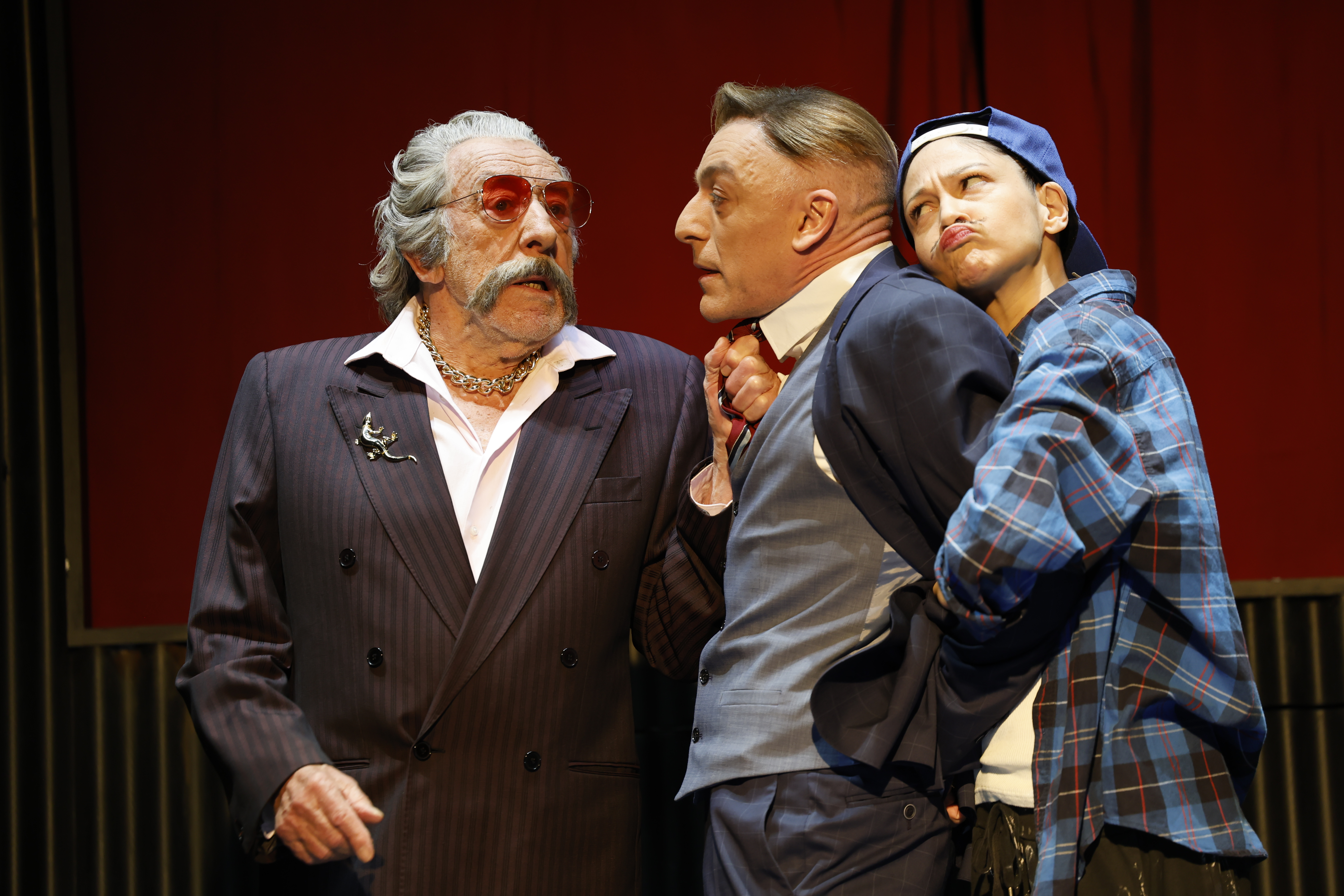
Inszenierung am Schlosspark Theater Berlin (2024) mit Dieter Hallervorden, Ines Nieri, Mario
Ramos

Achtsam morden ist eine Kriminalromanreihe des deutschen Autors und Rechtsanwalts Karsten Dusse, dessen erster Roman am 10. Juni 2019 vom Heyne Verlag, München, veröffentlicht und ein Bestseller wurde. 2024 veröffentlichte Netflix eine Serie mit 8 Folgen, welche den Kriminalroman verfilmt.

## Inhalt (2019)
Der in Berlin lebende Rechtsanwalt Björn Diemel leidet unter dem Druck seiner Arbeit und seiner Ehefrau Katharina. Der einzige Lichtblick in seinem Leben ist seine zweieinhalb jährige Tochter Emily. Schließlich wird er von seiner Frau gedrängt, einen Achtsamkeitscoach zu konsultieren. Nach mehreren Besuchen bei seinem Coach Joschka Breitner findet Björn ein Gleichgewicht zwischen Beruf und Familie. Er beschließt, sich für einige Zeit von seiner Ehefrau zu trennen.
Unterdessen kommt es zu beruflichen Problemen, denn sein Klient, der Mafioso Dragan Sergović, und dessen Gehilfe Sascha haben den Vertrauten des feindlichen russischen Gangsters Boris auf einem öffentlichen Parkplatz erschlagen und verbrannt. (Dragan und Boris haben einst gemeinsam ihre ersten illegalen Geschäfte abgewickelt, bis Boris’ Freundin mit Dragan fremdging. Infolgedessen enthauptete Boris seine Freundin und nagelte ihren Torso an Dragans Tür, was zu ihrer innigen Feindschaft führte.)
Dabei sind sie von einer Schulklasse in einem Reisebus beobachtet und gefilmt worden. Nachdem Videos der Tötung online gestellt worden sind, empfiehlt Björn Dragan, vorerst unterzutauchen, und schmuggelt ihn im Kofferraum seines Wagens aus der Kanzlei, obwohl er bereits mit seiner Tochter auf dem Weg in eines von Dragans Häusern war, um dort Urlaub zu machen.
Dort angekommen verbringen Emily und er einige Zeit, wobei er es absichtlich versäumt, Dragan aus dem Kofferraum zu befreien. Nach der gemeinsamen Zeit mit seiner Tochter bringt er sie zurück zu Katharina und macht sich auf den Rückweg zum Haus am See. Dort hebt er seinen Klienten – der aufgrund der Hitze inzwischen gestorben ist – mit Hilfe eines Krans aus dem Auto und zersägt ihn in handliche Stücke, um ihn anschließend mit einem Gartenhäcksler zu zerstückeln und im See zu entsorgen.
Mithilfe einer von Dragan und Boris entwickelten Technik, in der Wörter und Buchstaben in einer Zeitung zu Sätzen verbunden werden, übermittelt Björn den engsten von Dragans Untergebenen fingierte Nachrichten von deren Boss: dem Waffenhändler Walter, dessen illegales Geschäft als Security-Service getarnt ist, der Ex-Prostituierten Carla, Leiterin von Dragans Bordellen, sowie Toni, der seinen Drogenhandel in seinen Klubs abwickelt. Durch Erpressung gelingt es Björn, zu kündigen und eine gewaltige Abfindung von seinen ehemaligen Arbeitgebern zu erhalten.
Schließlich überschlagen sich die Ereignisse. Zunächst wird Björns Dienstwagen in die Luft gesprengt. Dann wird Murat, Tonis rechte Hand, im Wildtiergehege erschossen. Toni vermutet Boris als Drahtzieher. Björn kann ihn jedoch beschwichtigen und somit einen Bandenkrieg verhindern. Außerdem wird Dragans Finger mit dessen Siegelring gefunden, und Björns ehemalige Kommilitonin, die nun für die Mordkommission tätig ist, kontaktiert ihn. Es gelingt Björn, sie von seiner Unschuld zu überzeugen. Sein Telefon wird von einem weiteren korrupten Polizisten abgehört. Er beantwortet eine Nachricht, in der er Dragans angeblichen Standort nennt, der in Wirklichkeit die Wohnung einer Sekretärin seiner ehemaligen Kanzlei ist. Wenig später erfährt er, dass eine Handgranate in der Wohnung der Sekretärin explodiert ist.
Björns Tochter wird vom Kindergarten als potentielles Kind abgelehnt, da er den Kindergartenbetreibern parallel mit einer Räumungsklage gedroht hat, um Platz für ein Edelbordell zu schaffen. Mithilfe von Sascha löst er dieses Problem, indem sie die drei Kindergartenbetreiber erpressen. Dazu spielen sie illegale Nazipropaganda auf deren Computer und fordern den Verkauf an Dragans Unternehmen. Nachdem sie die Nasen der Betreiber gebrochen und einem einen Zahn ausgeschlagen haben, stimmen diese endlich dem Verkauf zu. Im Nachhinein behaupten die drei, sie seien eine Treppe hinabgestürzt.
Den Erwerb des Kindergartens rechtfertigt Björn gegenüber Walter, Carla und Sascha damit, das dieser angeblich als Druckmittel auf Eltern wirken könne.
Nach mehreren weiteren Morden, der Folterung von Tonis Neffen Malte und Gesprächen mit Boris wird schließlich klar, dass Toni dahinter steckt. Auf dem Parkplatz, auf dem Dragan den anfänglichen Mord begangen hat, soll Toni exekutiert werden. Dort wird der Täter zusätzlich dadurch gedemütigt, dass ihm Handgranaten am Genitalbereich befestigt werden. Außerdem wird er kopfüber an ein Kreuz gehängt und ihm wird mit Panzertape ein Apfel am Mund befestigt. Nachdem Toni durch die Detonation in Stücke gerissen worden ist, lenkt Sascha eine Drohne mit der Aufschrift „Polizei“ über den Parkplatz, wodurch Boris zu dem Schluss kommt, dass sie von der Polizei gefilmt worden seien. Björn verspricht ihm, ihn zu Dragan in Sicherheit zu bringen, und Boris steigt in den Kofferraum von Björns Wagen.

## Figuren
Björn Diemel ist ein erfolgreicher Rechtsanwalt. Im Zuge seines Achtsamkeitstrainings wird er zum Mörder. Er lebt getrennt von seiner Frau Katharina. Ihre gemeinsame Tochter heißt Emily und besucht den Wie-Ein-Fisch-Im-Wasser-Kindergarten.
Sascha ist ein aus Bulgarien stammender Handlanger von Dragan und späterer Freund von Björn. Er hat Umwelttechnik studiert, doch nach seiner Auswanderung wurde sein Abschluss nicht mehr anerkannt. Während er in Tonis Klubs arbeitete, machte er nebenbei eine Ausbildung zum Erzieher.
Dragan ist kompromisslos und einer von zwei Mafiabossen der Stadt. Gemeinsam mit Boris wickelte er seine ersten illegalen Geschäfte ab. Nach ihren Streitereien teilten sie ihr Territorium unter sich auf und treiben ihre Geschäfte unabhängig voneinander.
Boris ist die andere Hälfte des ehemaligen Mafiosi-Duos. Er stammt ursprünglich aus Russland und hat noch immer eine Vorliebe für russisches Essen. Björn beschreibt ihn als äußerst sympathisch, wenn auch nicht weniger kriminell als Dragan.
Toni ist die Rechte Hand von Dragan. Er vertreibt Drogen in seinen Clubs und ist bekannt für seine kompromisslose Art. Schließlich hintergeht er Dragan, um einen Bandenkrieg herbeizuführen.

## Kritiken
Laut Henry Lübberstedt auf stern.de verarbeite Karsten Dusse in seinem Krimi die Prinzipien der Achtsamkeit mit einer guten Portion schwarzem Humor.

„Schwarzer Humor mit guten Tipps für den eigenen Alltag.“

Die *NDR Matinée* vom 3. Juli 2019 hebt hervor, dass es Karsten Dusse gelingt, eine absurde Kriminalgeschichte mit den Lehren der Achtsamkeit zu verbinden, ohne diese dabei ins Lächerliche zu ziehen.
Laut Deutschlandfunk Kultur, zitiert von Perlentaucher am 18. Januar 2024, persifliere Karsten Dusse mit Achtsam morden durch bewusste Ernährung aus seiner satirischen Krimiserie erneut die in Deutschland populäre Ratgeberliteratur, so die Rezensentin Miriam Zeh. Die Hauptfigur, der Mörder Björn Diemel, nehme Achtsamkeits-Coaching in Anspruch, während er ein kriminelles Unternehmen leite. Diesmal plane er, seine Ernährung umzustellen und ökologisch korrektes Marihuana anzubauen. Die Pointen seien präzise, bemerkt Zeh, zielten jedoch oft auf einfache Ziele, insbesondere Frauen. Insgesamt sei das Buch routiniert geschrieben und eher für Leserinnen und Leser, die Unterhaltung ohne hohen Anspruch suchen.

## Bücher
- Achtsam morden. Ein entschleunigter Kriminalroman. Heyne, München 2019, ISBN 978-3-453-43968-9.
- Das Kind in mir will achtsam morden. Heyne, München 2020, ISBN 978-3-453-42444-9.
- Achtsam morden am Rande der Welt. Heyne, München 2021, ISBN 978-3-453-27356-6.
- Achtsam morden im Hier und Jetzt. Heyne, München 2022, ISBN 978-3-453-27386-3.
- Achtsam morden durch bewusste Ernährung. Heyne, München 2024, ISBN 978-3-453-27387-0.

## Adaptionen
Das Hörbuch zum Roman, erschienen bei Random House Audio, erhielt den Deutschen Hörbuchpreis 2020.
Der Verleger und Autor Bernd Schmidt schrieb 2019 eine Bühnenfassung des Erstlings Achtsam morden. Die Krimikomödie als Dreipersonenstück wurde am 25. Februar 2022 am Kammertheater Karlsruhe uraufgeführt. In der Schweiz wurde das Bühnenstück erstmals am 19. August 2023 am Theater an der Effingerstrasse in Bern gespielt. Die Schweizerdeutsche Fassung des Stücks (für drei bis neun Personen), geschrieben von Joëlle Dolder, ist beim Breuninger Theaterverlag erhältlich.
Netflix kündigte im Februar 2022 eine von Constantin Film zu produzierende achtteilige Serienverfilmung mit Tom Schilling in der Hauptrolle an. Die Serie wurde am 31. Oktober 2024 veröffentlicht. Regie hatten Martina Plura und Max Zähle. Drehbuch schrieben Doron Wisotzky, Anneke Janssen und Michael Kenda; Executive Producer ist Oliver Berben. Weitere Darsteller sind Emily Cox (als Katharina), Pamuk Pilavci (als Emily) Sascha Alexander Geršak (als Dragan), Britta Hammelstein, Murathan Muslu, Peter Jordan und Johannes Allmayer.